# إدوارد كالدويل مور
إدوارد كالدويل مور (بالإنجليزية: Edward Caldwell Moore)‏ هو عالم عقيدة أمريكي، ولد في 1857، وتوفي في 1943.